# John Ogonowski
John Alexander Ogonowski (24 février 1951 – 11 septembre 2001) était un pilote américain et un activiste agricole. Il a été assassiné par des terroristes alors qu'il pilotait le vol 11 d'American Airlines, qui fut ensuite détourné et crashé volontairement dans la tour nord du World Trade Center lors des attaques du 11 septembre.
Résidant à Dracut, dans le Massachusetts, Ogonowski était l'un des principaux défenseurs de l'agriculture dans son État, notamment en aidant les agriculteurs immigrants du Cambodge, qu'il assista dans le cadre du projet New Entry Sustainable Farming.

## Biographie
John Alexander Ogonowski est né le 24 février 1951 à Lowell, dans le Massachusetts,. Il a fréquenté la St. Stanislaus School de Lowell, puis le Lowell Technological Institute (maintenant l'université du Massachusetts Lowell), où il était membre de la fraternité Pi Lambda Phi (en),. Il a obtenu un baccalauréat des sciences en génie nucléaire en 1972.
Ogonowski était un pilote de l'armée de l'air américaine pendant la guerre du Viêt Nam, affecté à la base aérienne de Charleston (Caroline du Sud), acheminant du matériel en Asie et transportant parfois les corps des soldats tombés au combat dans l'avion de transport C-141. À la fin de son service, il quitta l'armée avec le grade de capitaine,.
Ogonowski est devenu pilote de ligne en 1978. Pendant 23 ans, il a piloté des avions pour American Airlines et a été membre de l'Allied Pilots Association (en),. Il se maria avec Margaret,, surnommée « Peggy », une hôtesse de l'air, qu'il rencontra pendant sa carrière de pilote.
Ognonoski était également un agriculteur passionné, qui avait acquis 150 acres de terres agricoles à proximité de Marsh Hill Road à Dracut, dans le cadre du programme fédéral de restriction de la préservation de l'agriculture. Il cultiva du foin, du maïs, des citrouilles, des bleuets et des pêches. Il était également l'un des principaux défenseurs de l'agriculture dans le Massachusetts, notamment en aidant les agriculteurs immigrants du Cambodge.

### Vol AA 11
Le 11 septembre 2001, Ogonowski commandait aux côtés du copilote Thomas McGuiness le vol 11 d'American Airlines. Le Boeing 767-223ER transportait quatre-vingt-un passagers et onze membres d'équipage. Il décolla à 7 h 59 avec quatorze minutes de retard de l'aéroport international Logan de Boston, dans le Massachusetts. Il avait pour destination Los Angeles, en Californie.
Un quart d'heure après le décollage, l'appareil fut détourné par cinq pirates de l'air présents parmi les passagers : il s'agissait de l'Égyptien Mohammed Atta et des Saoudiens Satam al-Suqami, Waleed al-Shehri, Wail al-Shehri et Abdulaziz al-Omari. Ogonowski et McGuiness furent assassinés par arme blanche par Abdulaziz al-Omari et Waleed al-Shehri, Mohammed Atta prenant ensuite le contrôle de l'appareil. Le vol 11 percuta la face Nord de la Tour Nord (WTC 1), entre le 93e et le 99e étage du World Trade Center, à 8 h 46 locales après trente-deux minutes de détournement.

## Héritage
Il reçut une récompense posthume pour avoir mis la radio en marche, et ainsi permettre au contrôle au sol d'entendre les remarques faites par les pirates.
Ogonowski laisse dans le deuil son épouse Margaret et ses filles Laura, Caroline et Mary Catherine. Son frère cadet, Jim Ogonowski, également militant pour l'agriculture, s'est présenté sans succès à la Chambre des représentants des États-Unis en 2007.
Une aire de vol pour avions radiocommandés située près de Tewksbury, dans le Massachusetts, a été dédié au capitaine Ogonowski. En 2003, Ogonowski reçoit à titre posthume un doctorat honoris causa lors de la cérémonie d’ouverture de l'université du Massachusetts Lowell à la Tsongas Arena.
Le programme Farmer to Farmer de l'USAID a été renommé « Programme FTF de John Ogonowski et Doug Bereuter (en) » dans le cadre du Food, Conservation, and Energy Act of 2008.
Au mémorial du 11 septembre, son nom est gravé sur le panneau N-74 à côté de Kathleen A. Nicosia, une amie et hôtesse de l'air sur le vol 11, elle aussi tuée ce jour-là.